# Liste des espèces de reptiles inscrites à l'Annexe III de la CITES
La liste suivante recense les espèces de reptiles inscrites à l'Annexe III de la CITES. 
Sauf mention contraire, l'inscription à l'Annexe d'une espèce inclut l'ensemble de ses sous-espèces et de ses populations.

## Liste[1]
- Famille des Agamidae :
  - Calotes ceylonensis
  - Calotes desilvai
  - Calotes liocephalus
  - Calotes liolepis
  - Calotes manamendrai
  - Calotes nigrilabris
  - Calotes pethiyagodai

- Famille des Eublepharidae :
  - Goniurosaurus kuroiwae
  - Goniurosaurus orientalis
  - Goniurosaurus sengokui
  - Goniurosaurus splendens
  - Goniurosaurus toyamai
  - Goniurosaurus yamashinae

- Famille des Gekkonidae :
  - Dactylocnemis spp.
  - Hoplodactylus spp.
  - Mokopirirakau spp.
  - Sphaerodactylus armasi
  - Sphaerodactylus celicara
  - Sphaerodactylus dimorphicus
  - Sphaerodactylus intermedius
  - Sphaerodactylus nigropunctatus alayoi
  - Sphaerodactylus nigropunctatus granti
  - Sphaerodactylus nigropunctatus lissodesmus
  - Sphaerodactylus nigropunctatus ocujal
  - Sphaerodactylus nigropunctatus strategus
  - Sphaerodactylus notatus atactus
  - Sphaerodactylus oliveri
  - Sphaerodactylus pimienta
  - Sphaerodactylus ruibali
  - Sphaerodactylus siboney
  - Sphaerodactylus torrei
  - Toropuku spp.
  - Tukutuku spp.
  - Woodworthia spp.

- Famille des Polychrotidae :
  - Anolis agueroi
  - Anolis baracoae
  - Anolis barbatus
  - Anolis chamaeleonides
  - Anolis equestris
  - Anolis guamuhaya
  - Anolis luteogularis
  - Anolis pigmaequestris
  - Anolis porcus

- Ordre des Colubridae :
  - Atretium schistosum
  - Cerberus rynchops
  - Xenochrophis piscator
  - Xenochrophis schnurrenbergeri
  - Xenochrophis tytleri

- Famille des Elapidae :
  - Micrurus diastema
  - Micrurus nigrocinctus
  - Micrurus ruatanus

- Famille des Viperidae :
  - Crotalus durissus
  - Daboia russelii

- Famille des Chelydridae :
  - Chelydra serpentina
  - Macrochelys temminckii

- Famille des Emydidae :
  - Emys orbicularis (population de l’Ukraine)
  - Graptemys spp.

- Famille des Geoemydidae :
  - Mauremys iversoni
  - Mauremys megalocephala
  - Mauremys reevesii
  - Mauremys mutica
  - Mauremys sinensis
  - Ocadia glyphistoma
  - Ocadia philippeni
  - Sacalia pseudocellata

- Famille des Trionychidae :
  - Apalone ferox
  - Apalone mutica
  - Apalone spinifera (sauf les sous-espèces inscrites à l'Annexe I)

- Famille des Calyptocephalellidae :
  - Calyptocephalella gayi

- Famille des Cryptobranchidae :
  - Cryptobranchus alleganiensis

- Famille des Hynobiidae :
  - Hynobius amjiensis

- Famille des Salamandridae :
  - Echinotriton andersoni
  - Salamandra algira